# Raikküla-Paka
Raikküla-Paka este o arie protejată (arie specială de conservare — SAC, sit de importanță comunitară — SCI) din Estonia întinsă pe o suprafață de 138,9 ha, integral pe uscat.

## Localizare
Centrul sitului Raikküla-Paka este situat la coordonatele 58°56′37″N 24°44′52″E / 58.9436°N 24.7479°E.

## Înființare
Situl Raikküla-Paka a fost declarat sit de importanță comunitară în aprilie 2004 pentru a proteja 1 specie de plante. Situl a fost protejat și ca arie specială de conservare în iulie 2006.

## Biodiversitate
Situată în ecoregiunea boreală, aria protejată conține 6 habitate naturale: Pajiști fino-scandinave uscate până la mezice, bogate în specii de altitudine mică, Pajiști din zone de pădure fino-scandinave, Pante stâncoase calcaroase cu vegetație casmofită, Taiga vestică, Păduri fino-scandinave bogate în ierburi cu Picea abies, Pășuni din zone de pădure fino-scandinave.
La baza desemnării sitului se află o specie protejată de  plante: Thesium ebracteatum.
Pe lângă speciile protejate, pe teritoriul sitului au mai fost identificate 1 specie de plante.